# 服部航大
服部 航大（はっとり こうき、2000年1月16日 - ）は、ジャパンラグビーリーグワン三菱重工相模原ダイナボアーズに所属するラグビー選手。

## プロフィール
- 大阪府出身。
- ポジションはフランカー(FL)、ナンバーエイト(No8)。
- 身長 177 cm、体重 96 kg

## 略歴
3歳からラグビーを始めた。
2018年、天理高校卒業後、天理大学に入る。
2022年、三菱重工相模原ダイナボアーズに加入。
2025年5月3日に行われたJAPAN RUGBY LEAGUE ONE第17節カンファレンスAブレイブルーパス東京戦にて先発出場でリーグワン公式戦初出場を果たした。